# Robert Wiedersheim

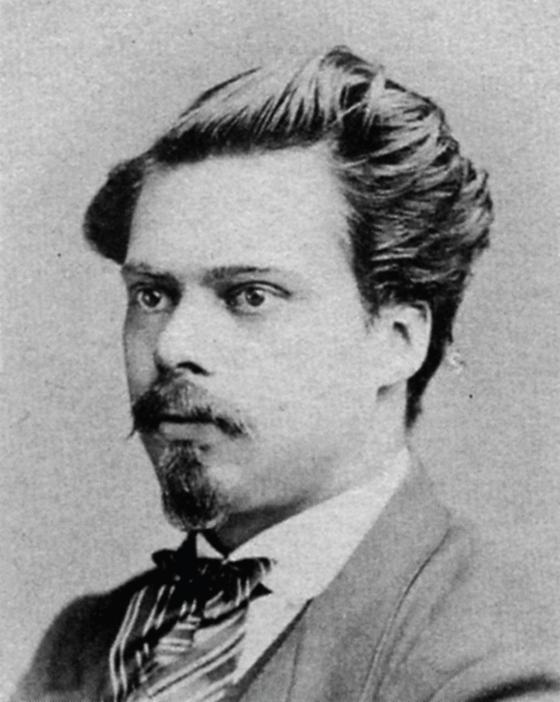
Der junge Robert Ernst Eduard Wiedersheim, wahrscheinlich im Frühjahr 1874 von Alfredo Noack in Genua

Robert Ernst Eduard Wiedersheim (* 21. April 1848 in Nürtingen; † 12. Juli 1923 in Schachen) war ein deutscher, auf den Gebieten der Zoologie und Anthropologie arbeitender vergleichender Anatom.

## Leben
Robert Wiedersheims Vater war Eduard Friedrich Wiedersheim (1819–1882). Seine Mutter, Bertha Friederike Wiedersheim (1825–1848), geborene Otto, starb wenige Tage nach seiner Geburt. Robert Wiedersheim wurde dann im Haus seines Großvaters, des Fabrikanten Immanuel Friedrich Otto (1791–1875) in Nürtingen, erzogen. Seine Schulzeit absolvierte er zum einen in Nürtingen und zum anderen in Kirchheim unter Teck dann folgte das Gymnasium in Stuttgart, wo er bei einem Onkel wohnen konnte.
Er studierte ab 1868 ein Semester Naturwissenschaften in Lausanne, dann Medizin von 1868 bis 1870 in Tübingen bei Franz von Leydig, 1871 bei dem Anatomen Carl Hasse in Würzburg, 1872 in Freiburg bei Albert Schinzinger. Mit seiner bei Hasse angefertigten Dissertation über Die feineren Strukturverhältnisse der Drüsen im Muskelmagen der Vögel wurde er promoviert und 1872 legte er sein Staatsexamen bei Adolf Kußmaul in Freiburg ab, woraufhin er im selben Jahr als Assistent Köllikers nach Würzburg zurückkehrte und dort 1873 als Nachfolger Hasses Prosektor der Anatomie wurde. Während seines Studiums wurde er 1868 Mitglied der Burschenschaft Germania Tübingen.
Im Jahre 1873 heiratete er die Tilla Gruber, einer Tochter des Lindauer Kaufmanns Friedrich Gruber. Nach seiner Nostrifikation arbeitete er ab 1876 als Prosektor am Anatomischen Institut der Universität Freiburg bei Alexander Ecker in Freiburg, wo er im folgenden Jahr zum außerordentlichen Professor berufen wurde. 1883 wurde er als Nachfolger von Ecker ordentlicher Professor und Direktor der anatomischen und vergleichend-anatomischen Anstalt. Im selben Jahr publizierte er auch sein Lehrbuch über die vergleichende Anatomie der Wirbeltiere. 1918 wurde er emeritiert.
1894 wurde Wiedersheim zum Hofrat und 1902 zum Geheimen Hofrat ernannt. 1910 folgte die Ernennung zum Geheimrat.

## Ehrungen
1879 wurde er zum Mitglied der Deutschen Akademie der Naturforscher Leopoldina gewählt. Seit 1909 war er außerordentliches Mitglied der Heidelberger Akademie der Wissenschaften.

## Schriften (Auswahl)
- Die Anatomie des Frosches. F. Vieweg und Sohn, Braunschweig 1864–1882. doi:10.5962/bhl.title.5512.
- Die feineren Strukturverhältnisse der Drüsen im Muskelmagen der Vögel. 1872.
- Salamandrina perspicillata und Geotriton fuscus. Versuch einer vergleichenden Anatomie der Salamandrinen, mit Besonderer Berücksichtigung der Skelet-Verhaeltnisse. Genua 1875. doi:10.5962/bhl.title.64346.
- Das Kopfskelet der Urodelen. ein Beitrag zur vergleichenden Anatomie des Wirbelthier-Schädels. W. Engelmann, Leipzig 1877. doi:10.5962/bhl.title.8411.
- Die Anatomie der Gymnophionen. G. Fischer, Jena 1879. doi:10.5962/bhl.title.11973.
- Lehrbuch der vergleichenden Anatomie der Wirbelthiere. G. Fischer, Jena 1883. doi:10.5962/bhl.title.1011.
- Die Anatomie des Frosches. 2. Auflage. F. Vieweg und Sohn, Braunschweig 1887. doi:10.5962/bhl.title.5515.
- Grundriss der vergleichenden Anatomie der Wirbelthiere. 2. Auflage. G. Fischer, Jena 1888. doi:10.5962/bhl.title.8286.
- mit Gaston Moquin-Tandon: Manuel d'anatomie comparée des vertébrés. 1890. online.
- Das Gliedmassenskelet der Wirbelthiere, mit besonderer Berücksichtigung des Schulter- und Beckengürtels bei Fischen, Amphibien und Reptilien. G. Fischer, Jena 1892. doi:10.5962/bhl.title.53700.
- Grundriss der vergleichenden Anatomie der Wirbelthiere. 3. Auflage. Gustav Fischer, Jena 1893; 7. Auflage 1909. doi:10.5962/bhl.title.14768.
- Anatomie des Frosches. 3. Auflage. F. Vieweg, Braunschweig 1896. doi:10.5962/bhl.title.5511, doi:10.5962/bhl.title.10095.
- Vergleichende Anatomie der Wirbelthiere. 5. Auflage. G. Fischer, Jena 1902. doi:10.5962/bhl.title.51383.
- Der Bau des Menschen als Zeugnis für seine Vergangenheit. 3. Auflage. H. Laupp, Tübingen 1902. doi:10.5962/bhl.title.62051.
- Vergleichende Anatomie der Wirbeltiere. Für Studierende bearbeitet. G. Fischer, 1906. online.
- Einführung in die vergleichende Anatomie der Wirbeltiere. Fischer, Jena 1907. doi:10.5962/bhl.title.8625.
- Lebenserinnerungen. J.C.B. Mohr, Tübingen 1919. (Digitalisat).